# (32455) 2000 SW60
2000 أس دابليو 60 (ويعرف أيضًا باسم (32455) 2000 أس دابليو 60 وفق تسمية الكوكب الصغير) (بالإنجليزية: 2000 SW60)‏ هو كويكب ضمن حزام الكويكبات؛ وترتيبه 32455 من حيث الاكتشاف.
اكتُشف هذا الجُرم الفلكي بواسطة بحث لنكولن عن الكويكبات القريبة من الأرض في 24 سبتمبر 2000.

## وصلات خارجية
- (32455) 2000 SW60 في قاعدة بيانات مختبر الدفع النفاث لأجرام النظام الشمسي الصغيرة

- الاكتشاف · مخطط المدار ·  العناصر المدارية · المعلمات المادية

- (32455) 2000 SW60 على موقع ويكي سكاي: DSS2, SDSS, GALEX, IRAS, Hydrogen α, X-Ray, Astrophoto, Sky Map, Articles and images